# Alfred Maasik
Alfred Alexander Maasik (ur. 26 stycznia 1897 w Tallinnie, zm. 6 lipca 1990 w St. Petersburg) – estoński lekkoatleta, chodziarz.
W 1930 roku zajął drugie miejsce w maratonie nowojorskim z czasem 2:40:01. Podczas igrzysk olimpijskich w Los Angeles (1932) zajął 10. miejsce w chodzie na 50 kilometrów z czasem 6:19:00. Po 1934 roku przebywał na stałe w Stanach Zjednoczonych.

## Rekordy życiowe
- Chód na 50 kilometrów – 6:19:00 (1932)